# راسبوتين (أغنية)

راسبوتين (بالإنجليزية: Rasputin) أغنية ديسكو أوروبي لعام 1978، لفريق البوب والديسكو الأوروبي "بوني ام."، كتبها مؤلف الفريق فرانك فاريان مع جورج ريام وفريد جاي. إنها أغنية شبه سيرة ذاتية عن جريجوري راسبوتين، صديق ومستشار القيصر نيكولاس الثاني ملك روسيا وعائلته خلال أوائل القرن العشرين. تصف الأغنية راسبوتين بإنه زير نساء مستهتر ومعالج دجال ومتلاعب سياسي. تصدرت الأغنية قوائم أفضل الأغاني في دول كثيرة: إحتلت المركز الأول في أستراليا والنمسا وبلجيكا والمانيا، كما صعدت إلى المركز الثاني في أسبانيا وسويسرا وبريطانيا، والمركز الثالث في ايرلندا، والمركز الرابع في نيوزيلاندا والمركز الخامس في هولندا، وحصلت على الإسطوانة الذهبية في بريطانيا وفي هولندا.

## فريق بوني ام
فريق غناء أوروبي كاريبي أنشأه منتج الأسطوانات الألماني فرانك فاريان، في ألمانيا الغربية، كان الأعضاء الأربعة الأصليون هم
ليز ميتشل: غناء رئيسي ومساندة (1976-1986)
مارسيا باريت: غناء رئيسي ومساندة (1975-1986)
مايزي ويليامز: راقصة وغناء على المسرح (1975-1986)
بوبي فاريل: راقص راب، غناء على المسرح (1975-1986)
تم تشكيل المجموعة في عام 1976 وحصلت على شعبية خلال عصر الديسكو في أواخر السبعينيات.

## كلمات الأغنية
عاش هناك رجل مميز في روسيا منذ زمن بعيد There lived a certain man in Russia long ago
كان كبيرا وقويا، في عينيه وهج ملتهب He was big and strong, in his eyes a flaming glow
نظر إليه معظم الناس برعب وخوف Most people looked at him with terror and with fear
لكن بالنسبة لجميلات موسكو كان عزيزًا جميلًا But to Moscow chicks he was such a lovely dear
يمكنه أن يعظ بالكتاب المقدس مثل الواعظ He could preach the bible like a preacher
وعظة مليئة بالنشوة والنار Full of ecstasy and fire
لكنه كان أيضًا نوع المعلم But he also was the kind of teacher
الذي ترغبه النساء Women would desire
راسبوتين RA RA RASPUTIN
حبيب الملكة الروسية Lover of the Russian queen
كان هناك رجلًا ودودًا ثم جن جنونه There was a cat that really was gone
راسبوتين RA RA RASPUTIN
أعظم ماكينة حب في روسيا Russia's greatest love machine
كان من العار كيف استمر It was a shame how he carried on
ولكن زيادة عطشه وشهوته وجوعه But when his drinking and lusting and his hunger
للسلطة أصبحت معروفة لكثير من الناس for power became known to more and more people
طالبوا بفعل شيء حيال هذا المشين the demands to do something about this outrageous
كان الرجل يعلو ويعلو man became louder and louder
هذا الرجل يجب أن يذهب، أعلنها أعدائه This man's just got to go!" declared his enemies"
لكن السيدات توسلن لا تحاولوا القيام بذلك، من فضلكم "But the ladies begged "Don't you try to do it, please
لا شك أن هذا الراسبوتين لديه الكثير من السحر الخفي No doubt this Rasputin had lots of hidden charms
على الرغم من إنه كان وحشيًا، إلا أنهم سقطوا بين ذراعيه Though he was a brute they just fell into his arms
ثم ذات ليلة بعض الرجال ذوي المكانة العالية Then one night some men of higher standing
نصبوا فخًا، ولا ملامة عليهم Set a trap, they're not to blame
تعال لزيارتنا، ظلوا يطالبون Come to visit us" they kept demanding"
وقد جاء حقًا And he really came
راسبوتين RA RA RASPUTIN
حبيب الملكة الروسية Lover of the Russian queen
وضعوا بعض السم في نبيذه They put some poison into his wine
راسبوتين RA RA RASPUTIN
أعظم ماكينة حب في روسيا Russia's greatest love machine
شربها كلها وقال أنا بخير "He drank it all and he said "I feel fine
راسبوتين RA RA RASPUTIN
حبيب الملكة الروسية Lover of the Russian queen
لم يستسلموا، أرادوا رأسه They didn't quit, they wanted his head
راسبوتين RA RA RASPUTIN
أعظم ماكينة حب في روسيا Russia's greatest love machine
وهكذا أطلقوا النار عليه حتى مات And so they shot him till he was dead
أوه، يا لهؤلاء الروس Oh, those Russians

## وصلات خارجية
- راسبوتين (أغنية)
- راسبوتين (أغنية)
- راسبوتين (أغنية)